# الانا مایلز
آلانا مایلز (به انگلیسی: Alannah Myles) (زادهٔ ۲۵ دسامبر ۱۹۵۸) خواننده و ترانه‌سرای کانادایی است که برنده جایزه گرمی و جونو برای آهنگ «Black Velvet» شده است. این آهنگ در بین ده آهنگ برتر در کانادا بود. همچنین موفق به کسب شماره یک در جدول بیلبورد هات ۱۰۰ ایالات متحده در سال ۱۹۹۰ شد.

## اوایل زندگی
مایلز در روز کریسمس سال ۱۹۵۸ در تورنتو، انتاریو با نام آلانا بایلز به دنیا آمد. او دختر ویلیام داگلاس بایلز است که در صنعت پخش کانادا پیشگام بود و در سال ۱۹۹۷ به تالار مشاهیر انجمن پخش کنندگان کانادا راه یافت. او دومین فرزند از پنج فرزند خانواده است. مایلز که توسط والدینش در انتاریو بزرگ شد، دوران کودکی خود را با آهنگسازی و یادگیری موسیقی گذراند. مایلز در حدود ۹ سالگی شروع به نوشتن آهنگ کرد و در ۱۲ سالگی در یک گروه ترانه‌سرایی برای جشنواره موسیقی کیوانیس در تورنتو اجرا کرد.

## حرفه
در سن ۱۸ سالگی، او شروع به اجرای کنسرت‌های انفرادی در جنوب انتاریو کرد و در نهایت با کریستوفر وارد، ناظر ضبط و ترانه‌سرا با گروه موسیقی وارنر آشنا شد. او با کمک وارد، گروه خود را تشکیل داد و نسخه‌های کاور آهنگ‌های راک و بلوز را اجرا می‌کرد.
بایلز در ۱۹ سالگی پس از اینکه تصمیم گرفت در زمینه سرگرمی فعالیت کند و نام خانوادگی خود را از بایلز به مایلز تغییر داد. او با کمک مالی همکارش در آهنگسازی، MuchMusic (تلویزیون شهر) و مدیر برنامه کریستوفر وارد، اولین قرارداد ضبط خود را با آتلانتیک رکوردز در سال ۱۹۸۷ امضا کرد.
مایلز و وارد در اواسط دهه ۲۰ زندگی خود با دیوید تایسون برای تولید اولین آلبوم او به نام آلانا مایلز همکاری کردند. او در سال ۱۹۸۴ در یک قسمت از مجموعه تلویزیونی بچه‌های خیابان دگراسی ظاهر شد که در نقش یک خواننده مشتاق و مادر مجرد ظاهر شد.
مایلز حرفه بازیگری خود را ترک کرد، به همراه کریستوفر وارد و تهیه‌کننده دیوید تایسون، بقیه اولین آلبوم خود را نوشت و ضبط کرد. در سال ۱۹۸۹، آتلانتیک رکوردز اولین آلبوم خود را منتشر کرد و مایلز به مدت ۱۸ ماه تور بین‌المللی داشت. اولین آلبوم او جایزه الماس را برای فروش بیش از یک میلیون واحد دریافت کرد. او تنها هنرمند کانادایی است که موفق به کسب این جایزه شده است. گزارش شده است که اولین آلبوم او بیش از شش میلیون نسخه در سطح بین‌المللی فروخته است.
در می ۱۹۸۹، وارنر موزیک در کانادا آلنا مایلز را منتشر کرد، که چهار آهنگ برتر از جمله " Love Is ", "Lover Of Mine", "Still Got This Thing" و آهنگ شماره یک راک کلاسیک او، " مخمل سیاه " را منتشر کرد. انتشار اولین آلبوم آتلانتیک رکوردز در سال ۱۹۸۹ واجد شرایط نامزدی گرمی نبود تا اینکه در اوایل سال ۱۹۹۰ انتشار تک آهنگ "Black Velvet" در ایالات متحده به موفقیت شماره یک تبدیل شد و ادعا کرد که بیشترین آهنگ پخش شده ASCAP در رادیو برای سال‌های ۱۹۸۹ و ۱۹۹۰ بوده است. تا سال ۲۰۰۵، جایزه میلیونر ASCAP را برای بیش از چهار میلیون پخش رادیویی دریافت کرد. "Black Velvet" برنده جایزه گرمی مایلز برای بهترین اجرای راک زن در سال ۱۹۹۱ و سه جایزه جونو شد.
در سال ۱۹۹۲، مایلز نامزد دریافت دومین جایزه گرمی بهترین اجرای آواز راک زن برای آهنگ Rockinghorse، بخش B آهنگ Song Instead of a Kiss، تک آهنگ اصلی از دومین سی دی او Rockinghorse شد. «آهنگ به جای بوسه» نوشته و ساخته شده توسط مایلز، نانسی سیموندز و شاعر کانادایی رابرت پریست، یک تصنیف ۶۰ قطعه ای ارکستر شده بود که در چندین ایستگاه رادیویی در سراسر جهان رتبه اول را کسب کرد اما با استقبال کمی روبرو شد. در آمریکا که مخاطبانش به «آن سبک کند جنوبی» «مخمل سیاه» عادت کرده بودند. این آلبوم که در آن سال منتشر شد، شامل تک‌آهنگ‌های پرطرفدار «Our World, Our Times» و «Sonny, Say You Will» بود. مایلز نامزد گرمی برای Rockinghorse و چندین جایزه جهانی، از جمله جونو و جایزه انتخاب مردم موچ موزیک برای «دنیای ما، زمانه‌های ما» شد.
در سال ۱۹۹۵، مایلز آخرین آلبوم خود را در آتلانتیک رکوردز قبل از انتشار از این لیبل منتشر کرد و به Warner/Atlantic بهترین سی دی را پس از تنها سه ضبط اعطا کرد. از آلبوم A-lan-nah، تنها دو آهنگ به جدول ۱۰۰ آهنگ برتر راه یافتند.
در سال ۱۹۹۷، او قرارداد هشت رکوردی خود را با آتلانتیک رکوردز با کمک مدیر وقت خود مایلز کوپلند سوم، که بلافاصله او را با Ark 21 Records خودش امضا کرد، فسخ کرد. در Ark 21، او A Rival را منتشر کرد، که حاوی ۴۰ آهنگ برتر "Bad 4 You" بود که توسط مایلز، دزموند چایلد، و اریک بازیلیان در عقب‌نشینی ترانه‌سرایی قلعه کوپلند در گراند براساک، فرانسه نوشته و ضبط شد. قرارداد آلبوم A Rival با Miles Copeland III, Ark 21 Records با موفقیت در سال ۲۰۱۴ با بازگشت ۱۰۰٪ حق چاپ به آلنا مایلز در سال ۲۰۱۵ خاتمه یافت و مجدداً در برچسب مستقل مایلز، Fascinate inc منتشر شد.
پس از انتشار A Rival، مایلز دو مجموعه Best Of را در سال‌های ۱۹۹۸ و ۲۰۰۱ منتشر کرد و هر دو دارای دو آهنگ جدید بودند و سپس Ark 21 Records را ترک کرد. او تقریباً یک دهه کم‌کار بود، اما در این مدت در سراسر کانادا و اروپا اجرا کرد. در سال ۲۰۰۱، مایلز با مایکل سادلر، رهبر گروه ساگا، روی جلدی از پیتر گابریل و کیت بوش با نام " Don't Give Up " دوئت کرد، که به عنوان یک B-side برای تک آهنگ Saga "Money Talks" منتشر شد. در سال ۲۰۰۴، او کاور " من نمی‌توانم باران را تحمل کنم " را به همراه جف هیلی، به عنوان ادای احترامی به آلبوم عشق چیست؟ از تینا ترنر منتشر کرد.
اولین نسخه انفرادی جدید مایلز در یک دهه یک EP الویس پرسلی Tribute بود که در اوت ۲۰۰۷ در آی‌تیونز منتشر شد و به مناسبت سی امین سالگرد مرگ الویس   منتشر شد. EP شامل ضبط مجدد آهنگ امضای او "Black Velvet" و همچنین دو آهنگ جدید است. هر سه آنها بعداً در آلبوم بعدی او قرار گرفتند.
در آوریل ۲۰۰۸، مایلز پنجمین آلبوم استودیویی خود را با نام مخمل سیاه منتشر کرد که علاوه بر ۱۰ ضبط جدید استودیویی، ضبط جدیدی از آهنگ او به همین نام را نیز به نمایش گذاشت. مایلز تأمین مالی و تهیه کنندگی این آلبوم را خودش برعهده داشت.
در اوایل سال ۲۰۰۸، مایلز سی‌دی Black Velvet را در Linus Entertainment منتشر کرد که منجر به انتشار سرسام‌آور بین‌المللی شد در حالی که لیبل مستقل با True North Records کانادا ادغام شد و به دنبال آن ویدیویی برای آهنگ "Trouble" با اجرای یک گروه کوزه منتشر شد. "مشکل" به عنوان فینالیست در بخش بلوز در مسابقه بین‌المللی ترانه‌سرایی سال ۲۰۰۹ موفق به دریافت جایزه افتخاری شد. مایلز برنده پانزدهمین مسابقه سالانه ترانه‌سرایی ایالات متحده برای بهترین آهنگ راک / آلترناتیو و همچنین فینالیست جایزه بزرگ برای یک انتخاب شد که به‌طور مشترک با نانسی سیموندز برای سی دی Black Velvet خود با عنوان "Give Me Love" نوشته و آهنگسازی کرد.
آهنگ مایلز "Black Velvet" یکی از چهار انتخابی بود که برای پوشش در برنامه تلویزیونی تلویزیونی CBC , Cover Me Canada انتخاب شد.
پس از فسخ قرارداد شش ساله اجاره‌ای با شرکت ضبط مستقل کانادایی Linus Entertainment در اوت ۲۰۱۳، آلبوم Black Velvet مایلز با عنوان 85bpm تغییر نام داد و برای بیست و پنجمین سالگرد او با تصاویر جدیدی که توسط همکار کانادایی دبورا ساموئل عکاسی شده بود، بسته‌بندی شد. آهنگی که به تازگی ضبط شده توسط آن پیبلز به تهیه کنندگی مایکل بورکوسکی، "Can't Stand the Rain" به 85bpm اضافه شد، که شامل تکنوازی توسط گیتاریست کانادایی جف هیلی است که در لیبل مستقل مایلز، Fascinate inc. به صورت دیجیتالی توسط Tuncecore.com، با سی دی‌های صوتی و یک دی وی دی کنسرت زنده بیست و پنجمین سالگرد، هر دو توسط آمازون در ایالات متحده توزیع شده است.

## جوایز و نامزدی‌ها
| سال  | مراسم        | نامزد                    | بخش نامزدی                     | نتیجه    |
| ---- | ------------ | ------------------------ | ------------------------------ | -------- |
| ۱۹۹۰ | جوایز جونو   | آلانا مایلز              | آلبوم سال                      | برنده    |
| ۱۹۹۰ | جوایز جونو   | خودش                     | امیدوار کننده‌ترین خواننده زن   | برنده    |
| ۱۹۹۰ | جوایز جونو   | خودش                     | بهترین آهنگساز                 | برنده    |
| ۱۹۹۰ | جوایز جونو   | خودش                     | بهترین تهیه‌کننده               | نامزدشده |
| ۱۹۹۰ | جوایز جونو   | "Love Is"                | تک آهنگ سال                    | نامزدشده |
| ۱۹۹۰ | جوایز جونو   | "Black Velvet"           | تک آهنگ سال                    | برنده    |
| ۱۹۹۰ | جوایز ام‌تی‌وی | "Black Velvet"           | بهترین ویدئو زن                | نامزدشده |
| ۱۹۹۰ | جوایز ام‌تی‌وی | "Black Velvet"           | بهترین هنرمند نوظهور           | نامزدشده |
| ۱۹۹۱ | جوایز گرمی   | "Black Velvet"           | بهترین اجرای آواز راک زن       | برنده    |
| ۱۹۹۱ | جوایز جونو   | خودش                     | بهترین سرگرمی ساز کانادایی سال | نامزدشده |
| ۱۹۹۳ | جوایز جونو   | خودش                     | بهترین تهیه‌کننده               | نامزدشده |
| ۱۹۹۳ | جوایز جونو   | "Song Instead of a Kiss" | Single of the Year             | نامزدشده |
| ۱۹۹۳ | جوایز گرمی   | اسب سنگی                 | بهترین اجرای آواز راک زن       | نامزدشده |
| ۱۹۹۴ | جوایز جونو   | اسب سنگی                 | آلبوم سال                      | نامزدشده |
| ۱۹۹۴ | جوایز جونو   | خودش                     | بهترین خواننده زن              | نامزدشده |
| ۱۹۹۷ | جوایز جونو   | خودش                     | بهترین خواننده زن              | نامزدشده |